# Sinine
Sinine ist eine Band aus Estland, die elektronische Musik spielt, in der Einflüsse aus dem Spektrum von Electronica aber auch aus Rock, Folk und Klassik hörbar sind.
Gegründet wurde Sinine als Soloprojekt von Mauno Meesit (* 1983), der die Songs der Band schreibt und arrangiert. Aktuell erhält er dabei 
Unterstützung beim Gesang und am Keyboard durch die Sängerin Liina Rätsep und den Schlagzeuger Jaagup Tormis.
Der Name der Band bedeutet auf Estnisch 'Blau'.
Das Album Dreams Come True entstand in Zusammenarbeit mit den Sängerinnen Sandra Nurmsalu, welche im Jahr 2009 Estland beim Eurovision Song Contest vertrat und Ann-Mari Thim, die in der Band Arcana aktiv ist.

## Diskografie
- Butterflies (Album; 18. September 2009)
- Dreams Come True (Album; 19. Oktober 2012)